# Лисино-Корпус
Лисино-Корпус (рос. Лисино-Корпус) — селище у Тосненському районі Ленінградської області Російської Федерації.
Населення становить 916 осіб. Належить до муніципального утворення Лисинське сільське поселення.

## Історія
Населений пункт розташований на історичній землі Іжорія.
Згідно із законом від 22 грудня 2004 року № 116-оз належить до муніципального утворення Лисинське сільське поселення.

## Населення
| 2007 | 2010 | 2017 |
| ---- | ---- | ---- |
| 883  | ↗909 | ↗916 |